# Paro Wars
Paro Wars (パロウォーズ Paro Uōzu?) es un videojuego de estrategia por turnos para PlayStation creado por Konami en 1997.
El juego presenta personajes y conflictos basados en la serie de videojuegos Parodius que, por su parte, es una parodia de la longeva serie Gradius. Es el sexto juego y, hasta ahora, la última entrega de la saga Parodius y es, dentro de Parodius, el equivalente a lo que es Cosmic Wars dentro de la saga Gradius (un juego de estrategia por turnos ambientado en el universo Gradius) o R·Type Command en el universo R-Type.

## Argumento
La "segunda gran guerra del mundo Parodius" que condujo al mundo a un ataque de risa acabó hace más de 50 años. Tres organizaciones militares: la "Alianza Penta", la "Organización Koitsu y Aitsu" y la "Alianza Arajio" se controlan mutuamente en secreto, y como resultado la paz se mantiene a través de este exquisito equilibrio. Sin embargo, esta estabilidad comienza a alterarse cuando un misterioso gato llamado John Nyan Jiro comienza a interferir en estas relaciones. ¡Gana la "tercera gran guerra del mundo Parodius" por la paz y el honor de tu país!

## Forma de juego
El jugador de Paro Wars usa un ejército compuesto por personajes de la serie Parodius (pingüinos, pulpos, etc.) para combatir enemigos en distintos campos de batalla renderizados en 3D. Hay muchos tipos de unidades distintos, desde tropas a aviones o tanques. Un solo escenario puede tardar horas en ser completado.

### Personajes
| Nombre                 | Actor de voz |
| ---------------------- | ------------ |
| Pentarou               | ?            |
| Hanako                 | ?            |
| Takosuke Jr.           | ?            |
| Belial[cita requerida] | ?            |
| Hikaru                 | ?            |
| Akane                  | ?            |
| Michael                | ?            |
| Anna Paburowa          | ?            |
| Yoshiko                | ?            |
| Poti                   | ?            |
| John Nyan Jiro         | ?            |

## Juego de Tablero
- Un Juego de Tablero basado en el videojuego Paro Wars fue desarrollado por Konami en 11 de febrero de 1998 en la Región de Japón.

## Versiones domésticas
- PlayStation (1997). Reeditado en 1999 dentro de la línea The Best.

## Curiosidades
- Mambo hace un cameo en una casa de piedra.[cita requerida]